# Svenska mästerskapet i roller derby 2013

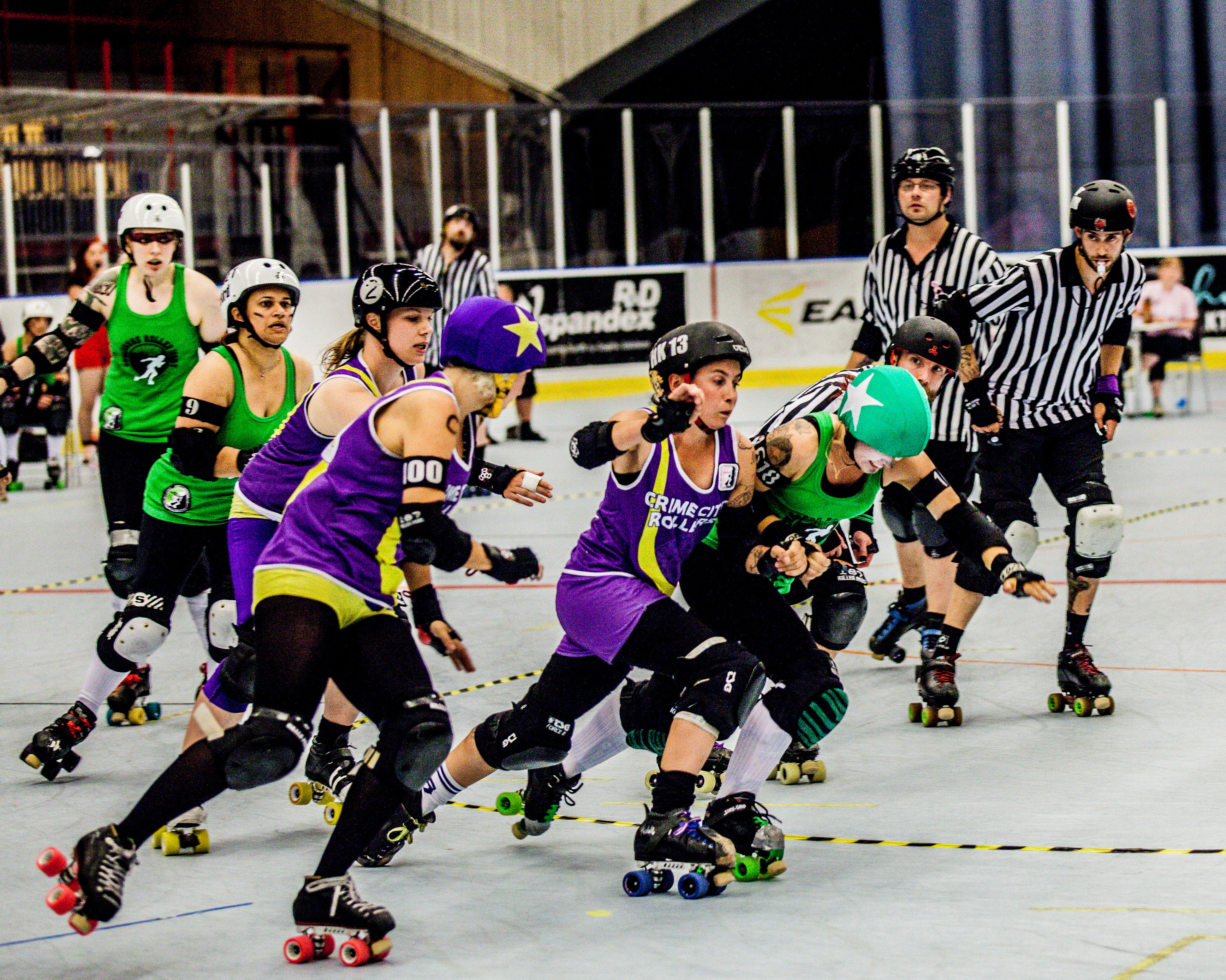
Fred Finta agerar jammer och försöker plocka poäng mot Crime City Rollers.

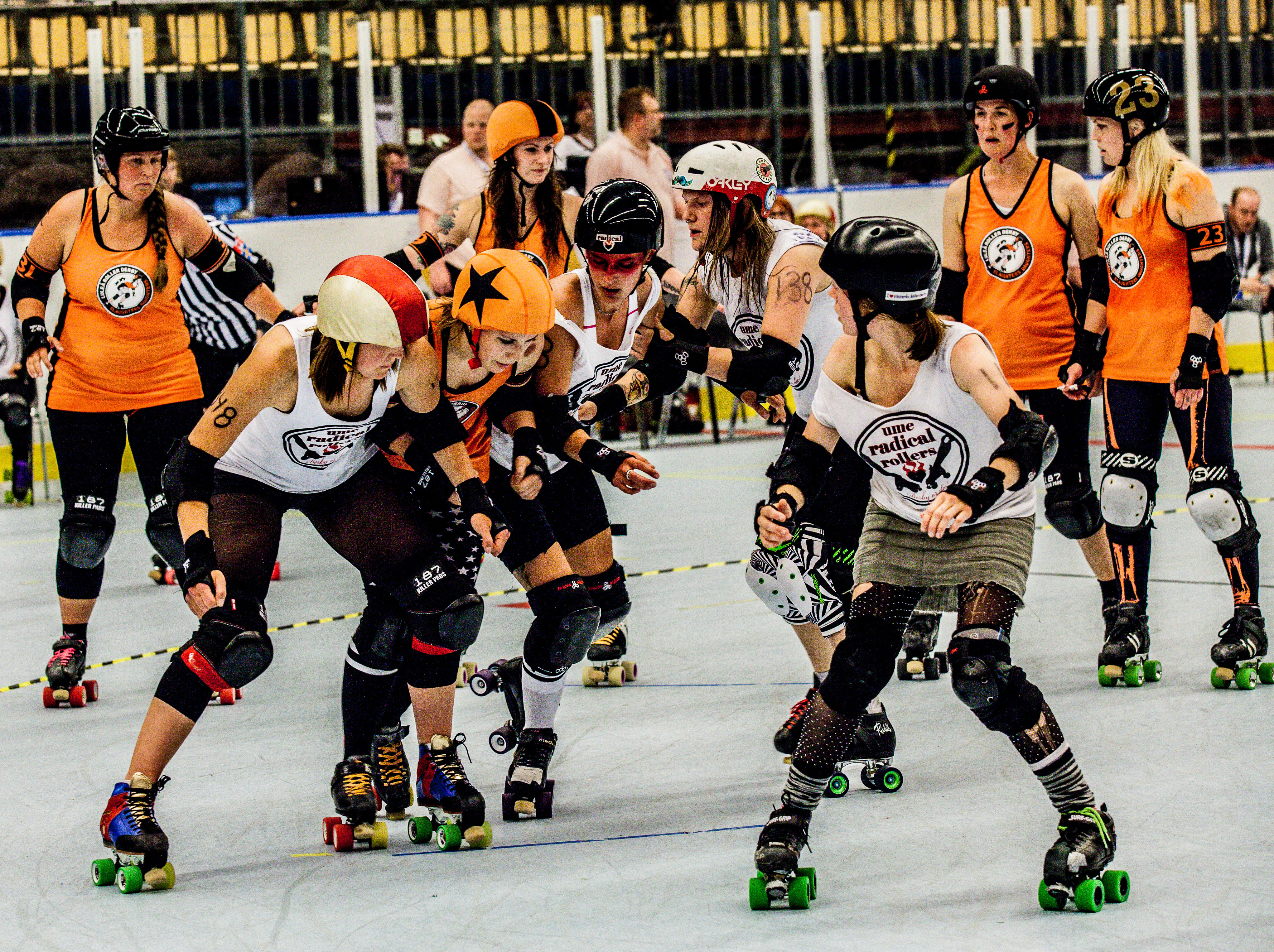
Luleå Slaughters Daughters mötte Ume Radical Rollers i bout om femteplats.

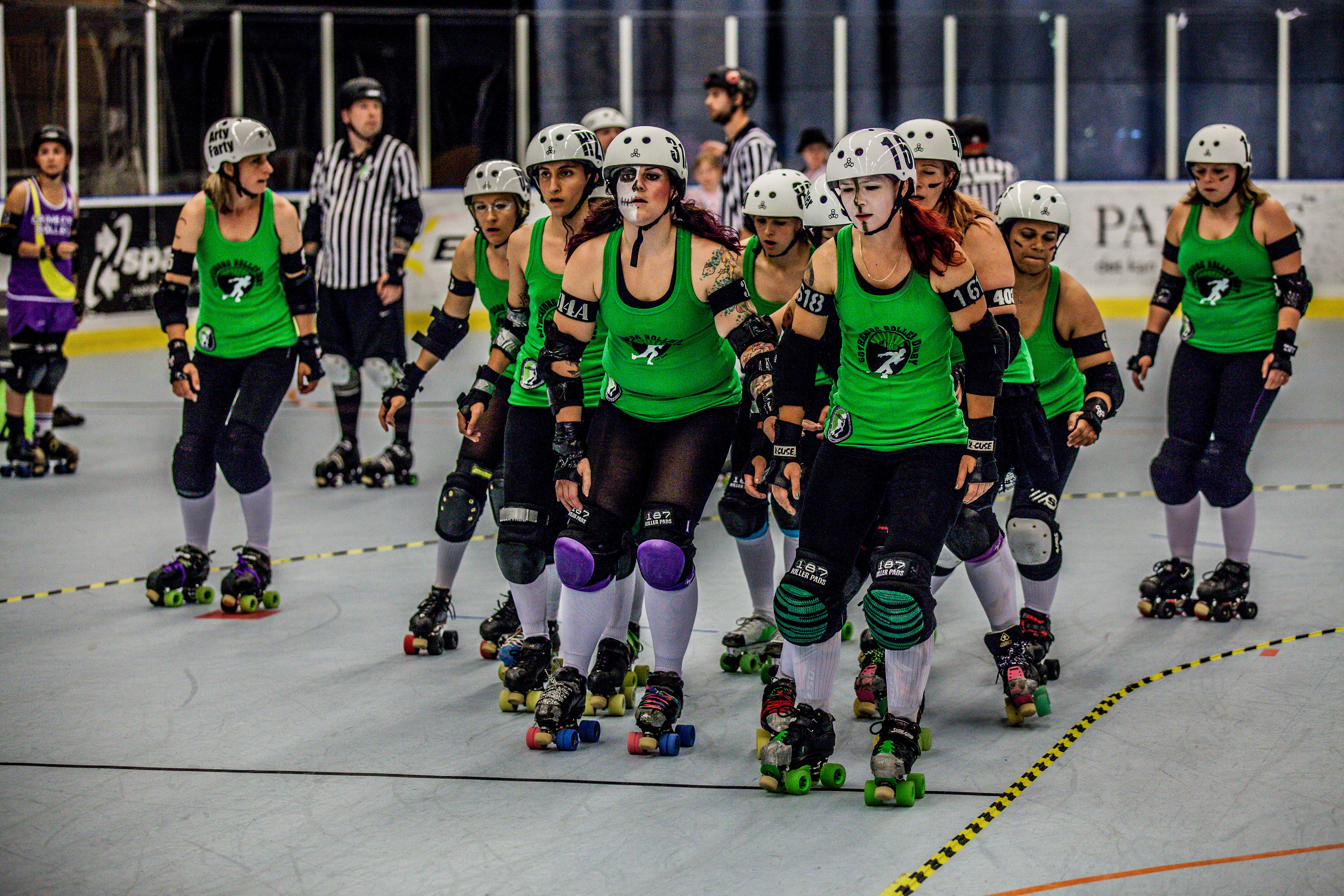
Gothenburg Roller Derby värmer upp inför mötet mot Crime City Rollers.

Svenska mästerskapet i roller derby 2013 var en turnering i roller derby som avgjordes under SM-veckan i Halmstad, under perioden 6–7 juli 2013. Detta var den första turneringen av SM i roller derby, arrangerat av Svenska Skridskoförbundet och Gothenburg Roller Derby.
Åtta ligor (lagen benämns som ligor i sporten) deltog i spel, med Stockholm Roller Derby som slutvinnare efter att ha besegrat Crime City Rollers från Malmö med slutsiffrorna 278–149. Totalt spelades 12 bouts (matcher benämns som bouts) med 5 021 gjorda poäng. Samtliga bouts spelades på Halmstad Arena.

## Deltagande ligor
Totalt åtta ligor från sex orter deltog i spel. Stockholm och Göteborg var representerade av två ligor vardera.
Matcherna är seedade enligt följande:

1. Stockholm Roller Derby – Stockholm
2. Crime City Rollers – Malmö
3. Dock City Rollers – Göteborg
4. Luleå Roller Derby – Luleå
5. Gothenburg Roller Derby – Göteborg
6. Ume Radical Rollers – Umeå
7. Stockholm Royal Army – Stockholm
8. Västerås Roller Derby – Västerås

## Domare och administratörer
Turneringen dömdes av 22 domare indelade i tre grupper, samt en huvuddomare. Turneringen spelades efter Women's Flat Track Derby Association (WFTDA) officiella spelregler. Bouts döms av en huvuddomare, som övervakar driften av hela spelet och har sista ordet i alla tvister, och som fungerar som en inner pack-domare. Ett lag om sju domare ansvarar över var sin specifika uppgift; två domare följer var sin jammer, en ur vardera liga, som kan få ihop poäng genom att ta sig förbi motståndarligan.
- Huvuddomare: Cherry Fury

| Team All Round - Fat Rat (CHR) - Ref Ridgerator - Rev. Killjoy - Mighty Mountie - Castor Fiber - Dude Law - Long arm of the Law | Team Awesome - Fluke Skywalker (CHR) - Glenn Af Ordning - Rocky Horror Ho - Peter ParkHer - Tre Cruel - John D'oh! - Jay Stark - Dropkick (avbytare) | Team Epicly Skilled - Packman (CHR) - Xavier Bacon - Angry Iglesias - Utter Stutter - Koivula - Sir Shag A Lot - Major Bitter |

Poäng, straff och kontrollanter av uppställningar sköttes och registrerades av två lag med varierade ansvarsområden: jam-tidtagare (jam timer) och strafftidtagare (penalty box timer) ansvarar för tiden när ett jam, respektive utvisning, startas och avslutas. Straff-trackern (penalty tracker) registrerar domarnas utdelade straffar.
| Team Rhumble - Off Track – jam-tidtagare - MissChief – straff-tracker - Race Cadet – inside whiteboard - Iron Monger – poängräknare - Doris D-Day – poängräknare - Wonderblonde – poängoperatör - Kaiser Geuze – strafftidtagare - Linda Lov – strafftidtagare - Nurse Baumwollen – straffbåsdomare - Solid Ceilingcat – lineup-tracker - Actual Size – lineup-tracker | Team Statbook, Work Ethic & Sensible Demeanor - Kirahvi – jam-tidtagare - Fake It – straff-tracker - HellcoHolic – inside whiteboard - Boffo Bunhead – poängräknare - Lars Mustasch – poängräknare - Badger Badger – poängoperatör - Rambling Raven – strafftidtagare - OwaSims – strafftidtagare - Vickan – straffbåsdomare - 2rats Sindome – lineup-tracker - Dr. Fu Manchu – lineup-tracker |

## Spelartrupper
Ligorna bestod av maximalt 20 spelare, med en minimiålder av 18 år för att få delta i spel. Truppen skulle vara anmäld till arrangörerna innan turneringens start.
128 spelare deltog i mästerskapet, varav Crime City Rollers och Stockholm Roller Derby deltog med störst trupp, med 20 spelare vardera. Ume Radical Rollers trupp var minst, med enbart 9 spelare.
| Crime City Rollers          | Crime City Rollers   |
| --------------------------- | -------------------- |
| Nr                          | Namn                 |
| 2                           | Sister Stitch        |
| 09                          | Misty Muffdivah      |
| 12                          | I AM                 |
| 13                          | Vix Viking           |
| HK13                        | Pooky Balboa         |
| 21                          | Ankefar              |
| D34F                        | Hanna P              |
| 040                         | Alotta Riot          |
| 41                          | Smärta Dolores       |
| 85                          | Fröken Smacky        |
| 100                         | Curly Håår           |
| 101                         | Barbara Barfight     |
| 112                         | Blondie Deadhead     |
| 159                         | JJ Fury              |
| 610                         | Sexual Her Ass-Meant |
| 800                         | Bonnie Clash         |
| 858                         | Misse Madskillz      |
| 925                         | Evil Eye             |
| 1000                        | Hajen                |
| 1337                        | Tjutet               |
| Nørdic Rage / Venom (coach) |                      |

| Dock City Rollers                    | Dock City Rollers    |
| ------------------------------------ | -------------------- |
| Nr                                   | Namn                 |
| 1                                    | Combat Cupcake       |
| 2                                    | Slayla K             |
| 6                                    | Crocodile Sandee     |
| 11                                   | Fräulein F. Reckless |
| 17                                   | Angie Action         |
| 24                                   | Mad Fish             |
| 26                                   | Evil De Nets         |
| 42                                   | Nosh Redstripes      |
| 55                                   | Big Foot             |
| 79                                   | Slice Princess       |
| 138                                  | Roaring Totta        |
| 333                                  | Villain Villa        |
| 414                                  | A. Crusher           |
| 421                                  | Patty from the block |
| 1337                                 | Honey Sue            |
| 2000                                 | Karrcrash            |
| Milla Meyer / Emma Bengtsson (coach) |                      |

| Gothenburg Roller Derby           | Gothenburg Roller Derby |
| --------------------------------- | ----------------------- |
| Nr                                | Namn                    |
| 7                                 | Rollosaurus Flex        |
| 9                                 | Naez T Bird             |
| 12                                | Foxy Fistfight          |
| 031                               | All-In                  |
| 44                                | Julie Jet               |
| 51th                              | Fearhunter              |
| 81                                | Holy Bomb               |
| 85                                | Arty Farty              |
| R209                              | Mithra                  |
| 273                               | Polly Phenolic          |
| 314A                              | Dr Peach von Punch      |
| 321                               | Final Cunt Down         |
| 403                               | Exe Q T                 |
| 621                               | One Woman Army          |
| 832F                              | Amaroq                  |
| 0980                              | Voi Vittu               |
| 1618                              | Fred Finta              |
| Obnoxious Li (coach)              |                         |
| She-Lock Holmes (line-up manager) |                         |

| Luleå Roller Derby           | Luleå Roller Derby |
| ---------------------------- | ------------------ |
| Nr                           | Namn               |
| 3L                           | Petra Pak          |
| 4*                           | General Haywire    |
| 6                            | Wicked Rosie       |
| 7                            | Mean Machina       |
| 9                            | Tessmanian D       |
| 10                           | Reindeer Roadkill  |
| 18                           | Serious Savage     |
| 19                           | Gaby Grenade       |
| 21                           | Tiny Tourettes     |
| 23                           | Lucy SlayHer       |
| 42                           | Scäry Märy         |
| 63                           | MADicken           |
| 112                          | Manic Medic        |
| 666                          | Hellsparx          |
| 911                          | Hurt Aid           |
| Killyn (coach)               |                    |
| Callebalik (line-up manager) |                    |

| Stockholm Roller Derby | Stockholm Roller Derby |
| ---------------------- | ---------------------- |
| Nr                     | Namn                   |
| 00                     | Polygamy Winehouse     |
| 3                      | CrackHer               |
| 03                     | CaRollin Thunder       |
| 4                      | It’s Aliva!            |
| 5                      | Emma Ryssfemma         |
| 7                      | Kimizooka              |
| 8                      | Becky Lawless          |
| 12                     | Kat Strator            |
| 20                     | Juana La Loca          |
| 22                     | Mad Maloony            |
| 29                     | Musfällan Mary         |
| 46                     | Swede Hurt             |
| 67                     | Tess The Mess          |
| 79                     | Rolling Avalanche      |
| 87                     | Lil Slinky             |
| 90                     | Kix deVille            |
| 104                    | Alpha Whisky           |
| 314                    | Rudeass Beast          |
| 354                    | Hard Ass Ice           |
| 715                    | Red E Krueger          |

| Stockholm Royal Army | Stockholm Royal Army |
| -------------------- | -------------------- |
| Nr                   | Namn                 |
| 1                    | Bang Voyage          |
| 5                    | Tanther              |
| 6                    | Titsy Tooni          |
| 8                    | Lady Lovely Blocks   |
| 10                   | Skrillex             |
| 16                   | Panica De Hex        |
| 44                   | Black Billy          |
| 57                   | Helga Hustlepuff     |
| 75                   | Bloody Charlie       |
| 77                   | Quaddess O’Payne     |
| 84                   | Glamazona            |
| 88                   | Suckerpunch Princess |
| 111                  | Lynxie Lohan         |
| 491                  | Bruise Easily        |
| 556                  | Svala Vandalia       |
| 713                  | Blindside Beater     |
| 911                  | Blow Me              |
| Fistfucker (coach)   |                      |

| Ume Radical Rollers     | Ume Radical Rollers |
| ----------------------- | ------------------- |
| Nr                      | Namn                |
| 00                      | The Amazing Ass     |
| 3                       | Basha Box           |
| 11                      | Fenris Ulle         |
| 48                      | Blitz Gerald        |
| 52                      | Biohazard           |
| 88                      | Maurine Filip       |
| 137cm                   | Monster Midge       |
| 138                     | Elin Jakobsson      |
| 1348                    | Amanda Hembäck      |
| Abba Den Snabba (coach) |                     |

| Västerås Roller Derby          | Västerås Roller Derby |
| ------------------------------ | --------------------- |
| Nr                             | Namn                  |
| 4                              | The Incredible Fox    |
| 6                              | Sling Rave Curvette   |
| 7                              | Majo Face Crush-her   |
| 8                              | Yippee Cajjoo         |
| 09                             | Meanie Mischievous    |
| 10                             | Paina Colada          |
| 11                             | Mollytov Cocktail     |
| 21                             | Sheena Shameless      |
| 22                             | Crazy Jazey           |
| 42                             | Susie Sealbasher      |
| 69                             | True Von Devil        |
| 73                             | Hellshit Murphy       |
| 404                            | Red Handed Tjuuvas    |
| D.O.A (coach)                  |                       |
| Karma Police (line-up manager) |                       |

## Resultat
Notera att spelträdet enbart visar de segrande ligornas väg till finalen, när det i själva verket spelades 12 bouts, ej 8 bouts som spelträdet visar. Den grå cellen till vänster om ligornas namn indikerar seedningsiffra.
|  | Omgång 1 | Omgång 1                | Omgång 1           |                    |                    | Omgång 2                | Omgång 2 | Omgång 2 |                    |                    | Final              | Final                   | Final |
|  |          |                         |                    |                    |                    |                         |          |          |                    |                    |                    |                         |       |
|  | 1        | Stockholm Roller Derby  | 369                |                    |                    |                         |          |          |                    |                    |                    |                         |       |
|  | 8        | Västerås Roller Derby   | 61                 |                    |                    |                         |          |          |                    |                    |                    |                         |       |
|  | 8        | Västerås Roller Derby   | 61                 |                    | 1                  | Stockholm Roller Derby  | 237      |          |                    |                    |                    |                         |       |
|  |          |                         |                    |                    | 1                  | Stockholm Roller Derby  | 237      |          |                    |                    |                    |                         |       |
|  |          | 3                       | Dock City Rollers  | 74                 |                    |                         |          |          |                    |                    |                    |                         |       |
|  | 3        | 3                       | Dock City Rollers  | 74                 | Dock City Rollers  | 316                     |          |          |                    |                    |                    |                         |       |
|  | 3        |                         |                    |                    | Dock City Rollers  | 316                     |          |          |                    |                    |                    |                         |       |
|  | 6        | Ume Radical Rollers     | 81                 |                    |                    |                         |          |          |                    |                    |                    |                         |       |
|  |          |                         |                    |                    |                    |                         |          |          |                    |                    | 1                  | Stockholm Roller Derby  | 278   |
|  |          |                         | 2                  | Crime City Rollers | 149                |                         |          |          |                    |                    |                    |                         |       |
|  | 4        | Luleå Roller Derby      | 115                |                    |                    |                         |          |          |                    |                    |                    |                         |       |
|  | 5        | Gothenburg Roller Derby | 212                |                    |                    |                         |          |          |                    |                    |                    |                         |       |
|  | 5        | Gothenburg Roller Derby | 212                |                    | 5                  | Gothenburg Roller Derby | 96       |          | Bout om tredjepris | Bout om tredjepris | Bout om tredjepris | Bout om tredjepris      |       |
|  |          |                         |                    |                    | 5                  | Gothenburg Roller Derby | 96       |          | Bout om tredjepris | Bout om tredjepris | Bout om tredjepris | Bout om tredjepris      |       |
|  |          | 2                       | Crime City Rollers | 639                |                    |                         |          |          |                    |                    |                    |                         |       |
|  | 2        | 2                       | Crime City Rollers | 639                | Crime City Rollers | 579                     |          | 3        | Dock City Rollers  | 363                |                    |                         |       |
|  | 2        |                         |                    |                    | Crime City Rollers | 579                     |          | 3        | Dock City Rollers  | 363                |                    |                         |       |
|  | 7        | Stockholm Royal Army    | 28                 |                    |                    |                         |          |          |                    |                    | 5                  | Gothenburg Roller Derby | 109   |

### Omgång 1
Bouts i den första omgången bestäms efter seedning: det bäst seedade ligan (Stockholm RD) möter det sämst seedade (Västerås RD). Därefter går man i turordning, med samma princip. Enbart ligor som vann sina bouts i den första omgången hade chans att spela i finalen.
| 1    | 6 juni | Luleå Roller Derby | 115 – 212          | Gothenburg Roller Derby | Halmstad Arena    |                   |
| 9:00 | 9:00   |                    | (63 – 105) Rapport |                         | Halmstad, Sverige | Halmstad, Sverige |
| 9:00 | 9:00   |                    |                    |                         | Halmstad, Sverige | Halmstad, Sverige |
| 9:00 | 9:00   |                    |                    |                         | Halmstad, Sverige | Halmstad, Sverige |

| 2     | 6 juni | Stockholm Roller Derby | 369 – 61           | Västerås Roller Derby | Halmstad Arena    |                   |
| 11:15 | 11:15  |                        | (172 – 50) Rapport |                       | Halmstad, Sverige | Halmstad, Sverige |
| 11:15 | 11:15  |                        |                    |                       | Halmstad, Sverige | Halmstad, Sverige |
| 11:15 | 11:15  |                        |                    |                       | Halmstad, Sverige | Halmstad, Sverige |

| 3     | 6 juni | Dock City Rollers | 316 – 81           | Ume Radical Rollers | Halmstad Arena    |                   |
| 13:30 | 13:30  |                   | (144 – 25) Rapport |                     | Halmstad, Sverige | Halmstad, Sverige |
| 13:30 | 13:30  |                   |                    |                     | Halmstad, Sverige | Halmstad, Sverige |
| 13:30 | 13:30  |                   |                    |                     | Halmstad, Sverige | Halmstad, Sverige |

| 4     | 6 juni | Crime City Rollers | 579 – 28          | Stockholm Royal Army | Halmstad Arena    |                   |
| 15:45 | 15:45  |                    | (307 – 0) Rapport |                      | Halmstad, Sverige | Halmstad, Sverige |
| 15:45 | 15:45  |                    |                   |                      | Halmstad, Sverige | Halmstad, Sverige |
| 15:45 | 15:45  |                    |                   |                      | Halmstad, Sverige | Halmstad, Sverige |

### Omgång 2
Bouts i den andra omgången bestäms efter föregående boutresultat. De fyra segrande ligorna i första omgången spelade en bout mot varandra, varav de två segrande ligorna gick till final, medan de två förlorande ligorna fick spela en bout om tredjepris.
De fyra förlorande ligorna i första omgången spelade en bout mot varandra, varav de två segrande ligorna gick till bout om femteplats, medan de två förlorande ligorna fick spela en bout om sjundeplats.
| 5     | 7 juni | Stockholm Roller Derby | 237 – 74           | Dock City Rollers | Halmstad Arena    |                   |
| 18:00 | 18:00  |                        | (147 – 26) Rapport |                   | Halmstad, Sverige | Halmstad, Sverige |
| 18:00 | 18:00  |                        |                    |                   | Halmstad, Sverige | Halmstad, Sverige |
| 18:00 | 18:00  |                        |                    |                   | Halmstad, Sverige | Halmstad, Sverige |

| 6     | 7 juni | Luleå Roller Derby | 174 – 142         | Västerås Roller Derby | Halmstad Arena    |                   |
| 20:15 | 20:15  |                    | (54 – 84) Rapport |                       | Halmstad, Sverige | Halmstad, Sverige |
| 20:15 | 20:15  |                    |                   |                       | Halmstad, Sverige | Halmstad, Sverige |
| 20:15 | 20:15  |                    |                   |                       | Halmstad, Sverige | Halmstad, Sverige |

| 7    | 7 juni | Ume Radical Rollers | 157 – 144         | Stockholm Royal Army | Halmstad Arena    |                   |
| 8:30 | 8:30   |                     | (49 – 85) Rapport |                      | Halmstad, Sverige | Halmstad, Sverige |
| 8:30 | 8:30   |                     |                   |                      | Halmstad, Sverige | Halmstad, Sverige |
| 8:30 | 8:30   |                     |                   |                      | Halmstad, Sverige | Halmstad, Sverige |

| 8     | 7 juni | Gothenburg Roller Derby | 96 – 639           | Crime City Rollers | Halmstad Arena    |                   |
| 10:45 | 10:45  |                         | (17 – 363) Rapport |                    | Halmstad, Sverige | Halmstad, Sverige |
| 10:45 | 10:45  |                         |                    |                    | Halmstad, Sverige | Halmstad, Sverige |
| 10:45 | 10:45  |                         |                    |                    | Halmstad, Sverige | Halmstad, Sverige |

### Finalomgång
Bouts i finalomgång bestäms efter placering i bouts vid grundomgångens andra möten. Man spelar inget traditionellt utslagsspel med kvartsfinaler eller semifinaler, följt av final. Samtliga ligor i turneringen spelar därmed lika många bouts.
Placering 7 till 8
Västerås Roller Derby och Stockholm Royal Army förlorade bägge sina två första bouts, och var turneringens sämst rankade ligor. De fick spela en bout om sjundeplats mot varandra, som Västerås Roller Derby vann med slutsiffrorna 180–142.
| 9     | 7 juni | Västerås Roller Derby | 180 – 142          | Stockholm Royal Army | Halmstad Arena    |                   |
| 13:00 | 13:00  |                       | (105 – 83) Rapport |                      | Halmstad, Sverige | Halmstad, Sverige |
| 13:00 | 13:00  |                       |                    |                      | Halmstad, Sverige | Halmstad, Sverige |
| 13:00 | 13:00  |                       |                    |                      | Halmstad, Sverige | Halmstad, Sverige |

Placering 5 till 6
Luleå Roller Derby från Luleå och Ume Radical Rollers från Umeå kvalificerade sig till spel om femteplats då de hade en vinst och en förlust i sina två första bouts. Ume Radical Rollers vann med slutsiffrorna 294–82.
| 10    | 7 juni | Luleå Roller Derby | 82 – 294           | Ume Radical Rollers | Halmstad Arena    |                   |
| 15:15 | 15:15  |                    | (65 – 134) Rapport |                     | Halmstad, Sverige | Halmstad, Sverige |
| 15:15 | 15:15  |                    |                    |                     | Halmstad, Sverige | Halmstad, Sverige |
| 15:15 | 15:15  |                    |                    |                     | Halmstad, Sverige | Halmstad, Sverige |

Bout om tredjepris
Dock City Rollers och Gothenburg Roller Derby spelade ett Göteborgsderby, och kvalificerade sig till spel om tredjepris då de hade en vinst och en förlust i sina två första bouts. Dock City Rollers vann med slutsiffrorna 363–109.
| 12    | 7 juni | Dock City Rollers | 363 – 109          | Gothenburg Roller Derby | Halmstad Arena    |                   |
| 19:45 | 19:45  |                   | (148 – 70) Rapport |                         | Halmstad, Sverige | Halmstad, Sverige |
| 19:45 | 19:45  |                   |                    |                         | Halmstad, Sverige | Halmstad, Sverige |
| 19:45 | 19:45  |                   |                    |                         | Halmstad, Sverige | Halmstad, Sverige |

#### Final

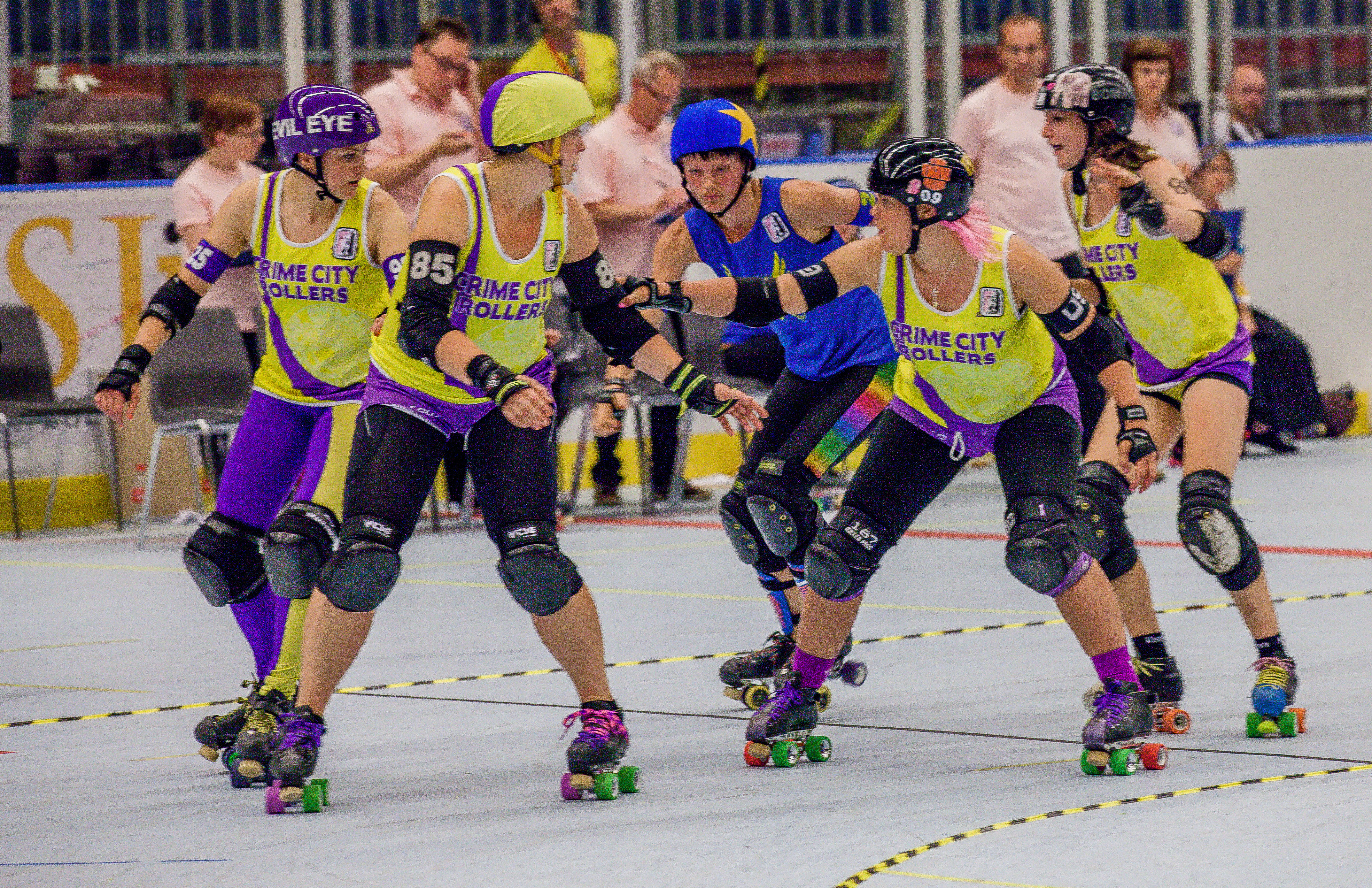
Stockholm Roller Derby mötte Crime City Rollers (Malmö) i finalen.

Stockholm Roller Derby från Stockholm och Crime City Rollers från Malmö vann bägge sina bouts i de två första omgångarna, och kvalificerade sig därmed till spel i finalen den 7 juni.
Crime City Rollers var rankade nia (730,9 poäng) i Europa inför mötet, medan Stockholm Roller Derby var rankade tolva (727,5 poäng). 
Ligorna möttes senast i ett bout den 16 februari 2013, som slutade med vinst till Crime City Rollers med siffrorna 180–175; ett resultat med väldigt liten segermarginal i sporten.
Stockholms-ligan vann finalen med slutsiffrorna 278–149, efter att ha tagit en ledning vid halvtidsvila med 121 poäng. Efter mötet avancerade Stockholm RD fyra platser i europarankingen, då man tog 14,1 rankningspoäng. Crime City Rollers tappade 14,1 rankningspoäng, och tre platser i europarankningen.
Finalen sändes på Sveriges Televisions tv-sändningar, samt på SVT Play.
| 11 | 7 juni 2013 17:30 UTC+2 | Halmstad Arena000 Halmstad, Sverige000 |

| Lagets färger · Lagets färger | Stockholm Roller Derby       | 278 – 149          | Crime City Rollers           | Lagets färger · Lagets färger |
| Lagets färger · Lagets färger | 741,6 rankningspoäng (+14,1) | (161 – 40) Rapport | 716,8 rankningspoäng (−14,1) | Lagets färger · Lagets färger |
|                               |                              |                    |                              |                               |

| Spelartrupp STRD: |                    |  |
|                   |                    |  |
| 00                | Polygamy Winehouse |  |
| 3                 | CrackHer           |  |
| 5                 | Emma Ryssfemma     |  |
| 7                 | Kimizooka          |  |
| 8                 | Becky Lawless      |  |
| 12                | Kat Strator        |  |
| 20                | Juana La Loca      |  |
|                   |                    |  |
|                   |                    |  |
|                   |                    |  |
|                   |                    |  |
|                   |                    |  |
|                   |                    |  |
|                   |                    |  |
|                   |                    |  |
|                   |                    |  |
|                   |                    |  |
|                   |                    |  |
|                   |                    |  |

| Spelartrupp STRD forts.: |                |  |
|                          |                |  |
| 22                       | Mad Maloony    |  |
| 29                       | Musfällan Mary |  |
| 46                       | Swede Hurt     |  |
| 87                       | Lil Slinky     |  |
| 90                       | Kix deVille    |  |
| 314                      | Rudeass Beast  |  |
| 715                      | Red E Krueger  |  |
|                          |                |  |
|                          |                |  |
|                          |                |  |
|                          |                |  |
|                          |                |  |
|                          |                |  |
|                          |                |  |
|                          |                |  |
|                          |                |  |
|                          |                |  |
|                          |                |  |
|                          |                |  |

| Spelartrupp STRD: |                    |  |
|                   |                    |  |
| 00                | Polygamy Winehouse |  |
| 3                 | CrackHer           |  |
| 5                 | Emma Ryssfemma     |  |
| 7                 | Kimizooka          |  |
| 8                 | Becky Lawless      |  |
| 12                | Kat Strator        |  |
| 20                | Juana La Loca      |  |
|                   |                    |  |
|                   |                    |  |
|                   |                    |  |
|                   |                    |  |
|                   |                    |  |
|                   |                    |  |
|                   |                    |  |
|                   |                    |  |
|                   |                    |  |
|                   |                    |  |
|                   |                    |  |
|                   |                    |  |

| Spelartrupp STRD forts.: |                |  |
|                          |                |  |
| 22                       | Mad Maloony    |  |
| 29                       | Musfällan Mary |  |
| 46                       | Swede Hurt     |  |
| 87                       | Lil Slinky     |  |
| 90                       | Kix deVille    |  |
| 314                      | Rudeass Beast  |  |
| 715                      | Red E Krueger  |  |
|                          |                |  |
|                          |                |  |
|                          |                |  |
|                          |                |  |
|                          |                |  |
|                          |                |  |
|                          |                |  |
|                          |                |  |
|                          |                |  |
|                          |                |  |
|                          |                |  |
|                          |                |  |

| Spelartrupp CCR: |                 |  |
|                  |                 |  |
| 2                | Sister Stitch   |  |
| 09               | Misty Muffdivah |  |
| HK13             | Pooky Balboa    |  |
| 21               | Ankefar         |  |
| D34F             | Hanna P         |  |
| 040              | Alotta Riot     |  |
| 85               | Fröken Smacky   |  |
|                  |                 |  |
|                  |                 |  |
|                  |                 |  |
|                  |                 |  |
|                  |                 |  |
|                  |                 |  |
|                  |                 |  |
|                  |                 |  |
|                  |                 |  |
|                  |                 |  |
|                  |                 |  |
|                  |                 |  |

| Spelartrupp CCR forts.: |                      |  |
|                         |                      |  |
| 100                     | Curly Håår           |  |
| 159                     | JJ Fury              |  |
| 610                     | Sexual Her Ass-Meant |  |
| 800                     | Bonnie Bompa         |  |
| 858                     | Misse Madskillz      |  |
| 925                     | Evil Eye             |  |
| 1337                    | Tjutet               |  |
|                         |                      |  |
|                         |                      |  |
|                         |                      |  |
|                         |                      |  |
|                         |                      |  |
|                         |                      |  |
|                         |                      |  |
|                         |                      |  |
|                         |                      |  |
|                         |                      |  |
|                         |                      |  |
|                         |                      |  |

| Spelartrupp CCR: |                 |  |
|                  |                 |  |
| 2                | Sister Stitch   |  |
| 09               | Misty Muffdivah |  |
| HK13             | Pooky Balboa    |  |
| 21               | Ankefar         |  |
| D34F             | Hanna P         |  |
| 040              | Alotta Riot     |  |
| 85               | Fröken Smacky   |  |
|                  |                 |  |
|                  |                 |  |
|                  |                 |  |
|                  |                 |  |
|                  |                 |  |
|                  |                 |  |
|                  |                 |  |
|                  |                 |  |
|                  |                 |  |
|                  |                 |  |
|                  |                 |  |
|                  |                 |  |

| Spelartrupp CCR forts.: |                      |  |
|                         |                      |  |
| 100                     | Curly Håår           |  |
| 159                     | JJ Fury              |  |
| 610                     | Sexual Her Ass-Meant |  |
| 800                     | Bonnie Bompa         |  |
| 858                     | Misse Madskillz      |  |
| 925                     | Evil Eye             |  |
| 1337                    | Tjutet               |  |
|                         |                      |  |
|                         |                      |  |
|                         |                      |  |
|                         |                      |  |
|                         |                      |  |
|                         |                      |  |
|                         |                      |  |
|                         |                      |  |
|                         |                      |  |
|                         |                      |  |
|                         |                      |  |
|                         |                      |  |

| Domare: Team Awesome (sju domare) med Fluke Skywalker som CHR |